# Tommy Werner
Tommy Henrik Werner, född 31 mars 1966 i Amiralitetsförsamlingen i Karlskrona, är en svensk simmare. 
Han blev olympisk silvermedaljör i Barcelona 1992, då han simmade lagkappen på 200 meter frisim tillsammans med Lars Frölander, Anders Holmertz och Christer Wallin.
Werner vann VM-silver på 100 m frisim i VM 1991, och ingick i det svenska lag som tog guld på 4x200 meter frisim vid VM 1994.
Han var en typisk sprinter med 13 SM-guld på 50 meter fritt och 100 meter fritt mellan 1985 och 1994. Han avslutade karriären efter lagkappsguldet vid VM 1994.

## Klubb
- Karlskrona SS [2]